# Propetes triquetra
Propetes triquetra är en insektsart som först beskrevs av Fabricius 1803.  Propetes triquetra ingår i släktet Propetes och familjen dvärgstritar. Inga underarter finns listade i Catalogue of Life.